# Symfonie in Wit Nr. 2 (Het Kleine Witte Meisje)
Symphony in White, No. 2, ook wel getiteld The Little White Girl (Nederlands: Symfonie in Wit, Nr. 2 of Het Kleine Witte Meisje) is een schilderij van de Engelse kunstschilder James McNeill Whistler, gemaakt eind 1864, 76,5 x 51,1 centimeter groot. Het is een portret van Joanna Hiffernan, de maîtresse van de kunstenaar, geschilderd in een estheticistische stijl. Whistler zou drie schilderijen van Hiffernan maken met de titel Symphony in White. Het hier besproken werk, nummer 2, behoort tot de collectie van de Tate Gallery te Londen.

## Context
In 1860 leerde Whistler te Londen de intelligente en sympathieke Ierse Joanna ("Jo") Hiffernan kennen. Hij werd op slag verliefd op haar en ruim zes jaar lang zou ze zijn belangrijkste model en maîtresse zijn. In 1867 ruilde ze Whistler in voor de Franse kunstschilder Gustave Courbet, nadat hij haar geportretteerd had in zijn roemruchte werk Le sommeil, waarop hij twee lesbische vrouwen afbeeldde. Het leidde tot een controverse tussen Whistler en Courbet.
Whistler, die zijn schilderijen vaak vernoemde naar hun dominante kleur, portretteerde Hiffernan al in 1862 op een schilderij dat hij eveneens de titel Symphony in White gaf. Na te zijn geweigerd door de Parijse salon baarde dat werk in 1863 veel opzien tijdens de Salon des Refusés, waar door de officiële salon afgewezen werken konden worden geëxposeerd. De combinatie van sensuele excentriciteit en onschuld werd zowel geroemd als verguisd.
De eerste versie van Symphony in White uit 1862 inspireerde de prerafaëlitische dichter Algernon Swinburne, vriend ook van Whistler, tot een gedicht met de titel Before the Mirror. Beroemd werden de regels Behind the veil, forbidden, Shut up from sight, Love, is there sorrow hidden, Is there delight? Tijdens de eerste expositie van het schilderij in 1865 bij de Royal Academy of Arts, bevestigde hij het gedicht van Swinburne op de lijst, geschreven op goudpapier. Het idee van het fysiek koppelen van een gedicht aan een schilderij had hij ontleend aan Dante Gabriel Rossetti, die in die periode als zijn grote inspirator gold. Het gedicht van Swinburne zette Whistler op zijn beurt aan tot het maken van een tweede versie van Symphony in White, welke hij begin 1865 voltooide.

## Beschrijving en interpretatie
Whistler portretteert Joanna Hiffernan in Symphony in White, No. 2 leunend tegen een schoorsteenmantel, waarboven een spiegel hangt. Net als in Symphony in White, No. 1 heeft ze weer een lange witte jurk aan en draagt ze haar lange donkerrode haren los. In haar rechterhand houdt ze een Japanse, beschilderde waaier vast. Dromerig kijkt ze schuin naar achteren, richting de Oosterse blauw-wit porseleinen vaas op de schoorsteenmantel, zonder zichzelf waar te nemen in de spiegel. Ze oogt droevig en vermoeid, waarbij de beschouwer geneigd is een of andere link te leggen naar de trouwring die prominent zichtbaar is aan haar linkerhand. Opvallend is de stand van haar vingers, die bijna strelend contact lijken te zoeken met de Chinese vaas. Achter haar pols staat een bloedrood potje. Takken met roze en witte bloemen steken diagonaal in het beeld.
Symphony in White, No. 2 is exemplarisch voor Whistlers estheticistische visie op de kunst. De Japanse waaier symboliseert daarbij zijn overtuiging dat bepaalde visuele kwaliteiten van esthetische kunstwerken enkel kunnen worden waargenomen door mensen die begiftigd zijn met een bijzondere 'artistiek-intellectuele gevoeligheid'. De serene vrouw op het schilderij toont die gevoeligheid met name in haar relatie tot de Oosterse objecten in het schilderij. Het tactiele contact met de gladde vaas straalt een welhaast zinnelijke gevoeligheid uit, terwijl haar donker weerspiegelde dromerige blik op contemplatie duidt, en daarmee ook op een zekere geslotenheid. De verticale balk die de spiegel in tweeën verdeelt benadrukt de dualiteit tussen de intellectuele afstandelijkheid links en de zinnelijke tactiele aanraking rechts. Intimiteit en afstand gaan hand in hand. De innerlijke spanningen bij de vrouw zijn bijna voelbaar, maar de kijker zal nooit te weten komen waardoor ze worden veroorzaakt.

## Galerij

Symphony in White, No. 1 (The White Girl), 1862
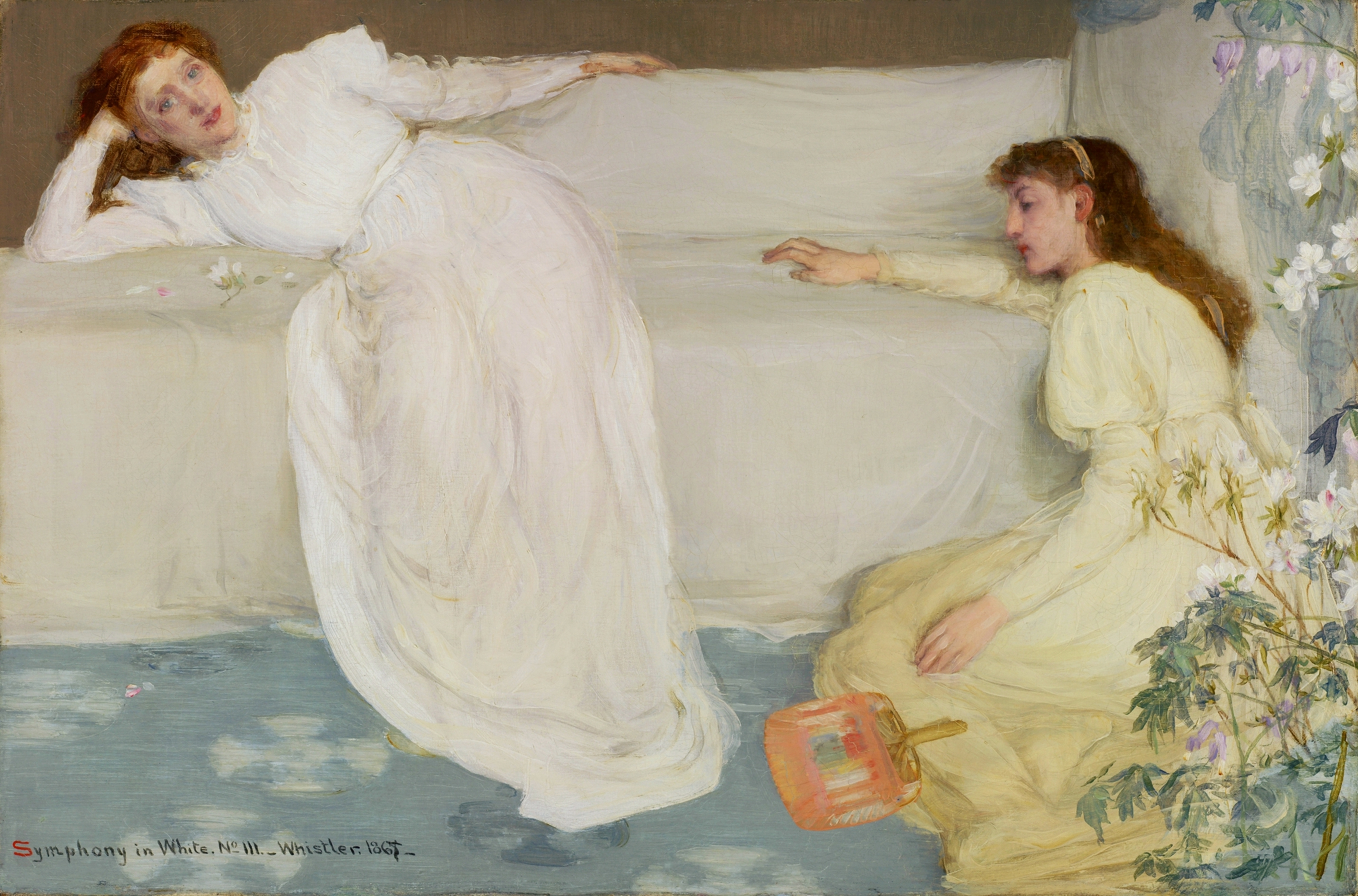
Symphony in White, No. 3, 1865-1867, Hiffernan liggend op de sofa
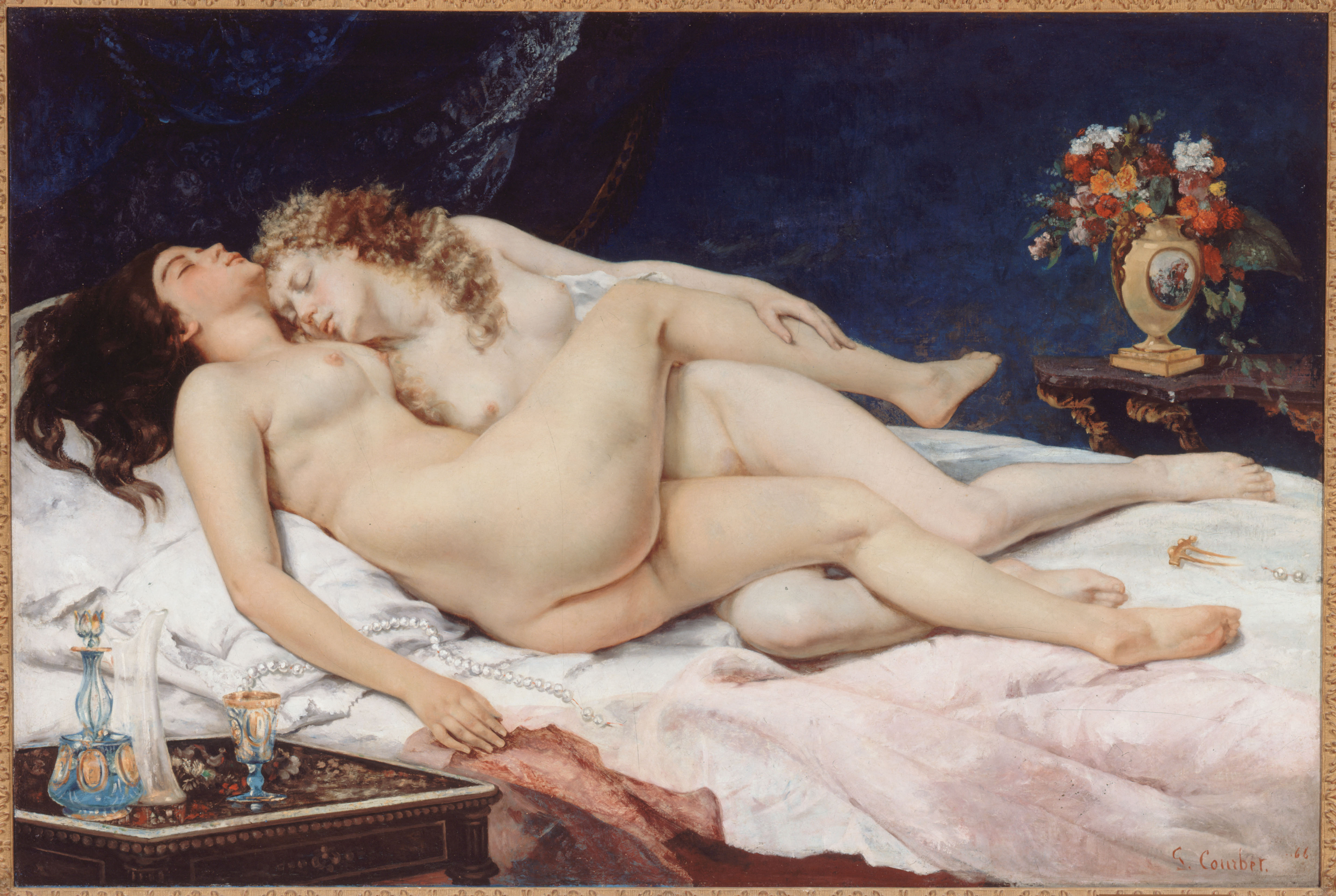
Gustave Courbets Le Someil, 1866, met rechts Hiffernan.